# Ołeh Wajnberh
Ołeh Naumowycz Wajnberh, ukr. Олег Наумович Вайнберг, ros. Олег Наумович Вайнберг, Oleg Naumowicz Wajnbierg (ur. 8 grudnia 1940, Ukraińska SRR) – ukraiński trener piłkarski pochodzenia żydowskiego.

## Kariera trenerska
Po dymisji Wołodymyra Onyśki, od września do końca 1980 roku prowadził Podilla Chmielnicki. W 1981 pracował na stanowisku dyrektora technicznego Podilla. Pełnił funkcje przewodniczącego Chmielnickiego Obwodowego Związku Piłki Nożnej. W latach 80. XX wieku wyjechał na stałe za granicę.